# 柴田敬司
柴田 敬司（しばた けいじ、1969年1月11日 - ）は日本の財務官僚。

## 来歴
福井県出身。麻布高等学校、東京大学経済学部卒業。1991年 大蔵省入省（国際金融局国際機構課）。1993年6月 リュミエール・リヨン第2大学へ留学。1997年7月 横浜市財政局財政部財政担当課長。2004年7月 財務省国際局国際機構課長補佐（総括・企画）。2012年7月10日 大臣官房秘書課財務官室長兼大臣官房（IMF・世銀総会準備事務局次長）。2013年6月28日 理財局財政投融資総括課財政投融資企画官兼理財局総務課。2016年6月27日 理財局国債企画課長。2017年6月2日 外務省在中国日本大使館参事官。2020年7月20日 経済産業省大臣官房審議官（製造産業局担当）。2022年6月24日 大臣官房参事官兼大臣官房審議官（関税局担当）。2023年7月4日 名古屋税関長。

## 略歴
- 1991年4月：大蔵省入省（国際金融局国際機構課）[2]。
- 1993年6月：留学（リュミエール・リヨン第2大学）[2]。
- 1995年7月：関税局企画課企画第一係長[5]。
- 1997年7月：横浜市財政局財政部財政担当課長
- 1999年7月：経済企画庁調整局財政金融課長補佐
- 2000年7月：財務総合政策研究所研究部主任研究官[6]
- 2001年6月：外務省在フランス日本大使館一等書記官
- 2004年7月：財務省国際局国際機構課長補佐（総括・企画）[4]
- 2006年7月：国際局地域協力課国際調整室課長補佐
- 2007年7月：国際局調査課長補佐
- 2008年6月：外務省在フランス日本大使館参事官
- 2011年
  - 6月21日：大臣官房付
  - 7月8日：国際局地域協力課国際調整室長
- 2012年7月10日：大臣官房秘書課財務官室長 兼 大臣官房（IMF・世銀総会準備事務局次長）
- 2013年6月28日：理財局財政投融資総括課財政投融資企画官 兼 理財局総務課
- 2014年7月9日：理財局計画官（厚生労働・文部科学、地方企画、地方財務審査、地方運用担当）
- 2015年7月9日：国際局調査課長
- 2016年6月27日：理財局国債企画課長
- 2017年6月2日：外務省在中国日本大使館参事官
- 2020年
  - 7月13日：大臣官房付
  - 7月20日：経済産業省大臣官房審議官（製造産業局担当）
- 2022年
  - 6月24日：大臣官房参事官（関税局担当） 兼 大臣官房審議官（関税局担当） 兼 内閣官房内閣審議官（内閣官房副長官補付） 兼 内閣官房TPP等政府対策本部員
  - 8月2日：関税協力理事会日本政府代表代理
- 2023年7月4日：名古屋税関長[7]